# Йодиди (мінерали)
Йодиди — мінерали, утворені йодидами (солями йодистоводневої кислоти). Зустрічаються як вторинні мінерали в зоні окиснення сульфідних родовищ.
Найпоширеніші представники — маршит Cul і йодаргірит Agl.
Маршит. Структура маршиту схожа на структуру сфалериту. Забарвлений в різні відтінки жовтого кольору. Твердість 2,5. Густина 5,6.
Йодаргірит. У йодаргіриту структура типу вюртциту; блиск алмазний. Твердість 1-1,5. Густина 5,5-5,7. Колір жовтий, різних відтінків; прозорий.
Всі природні йодиди утворюються в умовах посушливого клімату в зоні окиснення сполук Cu, Ag, Hg. Приодні йодиди застосовують у медицині, фотографії тощо.